# Varacosa hoffmannae
Varacosa hoffmannae är en spindelart som beskrevs av Jiménez och Charles Denton Dondale 1988. Varacosa hoffmannae ingår i släktet Varacosa och familjen vargspindlar. Inga underarter finns listade i Catalogue of Life.